# Herridge Lake
Herridge Lake är en sjö i Kanada.   Den ligger i Nipissing District och provinsen Ontario, i den sydöstra delen av landet, 400 km nordväst om huvudstaden Ottawa. Herridge Lake ligger 311 meter över havet. Arean är 2,0 kvadratkilometer. Den sträcker sig 2,4 kilometer i nord-sydlig riktning, och 2,7 kilometer i öst-västlig riktning.
I omgivningarna runt Herridge Lake växer i huvudsak blandskog. Trakten runt Herridge Lake är nära nog obefolkad, med mindre än två invånare per kvadratkilometer.